# Enhanced CD

Logotipo/marca comercial oficial del disco compacto mejorado

Enhanced CD, término inglés abreviado E-CD (traducido como CD Mejorado), es un formato de disco compacto (CD), que además del contenido de audio digital propiamente dicho (CD de formato CD-DA), almacena datos propios del CD de formato CD-ROM lo que permite la reproducción de discos con este tipo de formato tanto en dispositivos reproductores de CD convencionales como en otros dispositivos multimediales del tipo reproductores de discos compactos interactivos (CD-i), unidades de CD-ROM y de DVD-ROM en los que el material añadido se puede mostrar.
El "CD Mejorado" se refiere a cualquier CD Audio que contiene datos de CD-ROM añadido.
El "CD Mejorado" a veces es denominado:
- CD-Extra,
- CD-Plus,
- CD multisesión estampada,
- CD formato Libro Azul.

## Especificaciones
La mayoría de los CD Audio solamente utilizan alrededor de 60 minutos (cuando en un CD es posible almacenar 74 minutos de audio e incluso en algunos hasta 80 minutos). Un CD Mejorado permite aprovechar este espacio no utilizado del disco para incluir en él datos adicionales sobre los discos compactos de audio.
Las especificaciones del formato CD Mejorado se describen en el Libro Azul (un suplemento de 1995 al Libro Naranja de Philips y Sony de 1988) que fue pensado como una definición separada para el formato de disco multisesión estampada. Debido a que los discos CD-DA son producidos bajo el formato del Libro Rojo (prensando las copias de la grabación original), no permiten al usuario grabar información adicional. El Libro Azul, que llamó al nuevo formato CD Plus, especifica dos sesiones de grabación: la primera sesión (más cercana al centro del disco) hasta para 99 pistas de audio (como especifica el Libro Rojo) y una pista de datos en la segunda sesión (más cercana a la periferia del disco) para cualesquier otros datos incluidos (como especifica el Libro Amarillo). Esta segunda pista de datos incluye otras especificaciones que toma del Libro Rojo, tales como formatos de archivo y una estructura de directorios compatible con el sistema de archivos ISO 9660, para organizar los diversos tipos de datos.
Al igual que todos los formatos de CD, el "CD Mejorado" se basa en las especificaciones originales del Libro Rojo.
El formato CD Mejorado se ha diseñado para superar los problemas de los CD de modo mixto, en los que los datos y el audio también están contenidos en pistas independientes: los datos en la pista 1 y el audio en una o más de las siguientes pistas. Los discos de modo mixto fueron a menudo responsables de daños en los altavoces de los sistemas de sonido en que se querían reproducir: cuando el reproductor de CD trataba de leer las pistas de datos, el resultado era una fuerte estática que estropeaba los altavoces. Dado que los datos de un CD Mejorado y las pistas de audio se graban en sesiones separadas, la(s) pista(s) de datos puede(n) hacerse invisible(s) para el reproductor de CD, de manera que este solamente reproduce las pistas de audio.

## Grabación
Es posible crear CD Mejorados en los equipos de cómputo mediante los programas de grabación de discos compactos que usualmente acompañan a las grabadoras (quemadoras) de CD. Los programas que no permiten dejar un disco de audio abierto impedirán obtener CD Mejorados. El procedimiento propiamente dicho varía de un programa a otro y dentro del mismo programa de una versión a otra, pero en términos generales se debe:
1. Iniciar una nueva compilación de audio.
2. Seleccionar las pistas de audio deseadas cuidando que no se supere la duración máxima del CD. Los orígenes de audio pueden incluir archivos comprimidos con o sin pérdida.
3. En las opciones de grabación asegurarse de no seleccionar "Finalizar el disco" y que "Track at Once" esté seleccionado.
4. Iniciar el proceso de grabación sobre un CD grabable.

Una vez terminado el procedimiento anterior:
1. Iniciar una nueva compilación de datos.
2. Seleccionar todos los datos necesarios en la organización del disco cuidando que no se supere la capacidad máxima del CD.
3. En las opciones de grabación asegurarse de que "Finalizar el disco" y "Session at Once" estén seleccionados.
4. Iniciar el proceso de grabación sobre el mismo CD.

Terminado lo anterior se tiene un CD Mejorado en el que ya no se podrá realizar ningún proceso de grabación adicional.

## Usos
Muchos artistas han utilizado la tecnología CD Mejorado para incluir en sus discos (además de las canciones de un álbum) cortos de vídeo, entrevistas, perfiles de artistas, letras de las canciones, animaciones, material promocional e incluso juegos en discos de audio.